# Patu digua
Patu digua — вид мелких пауков, голотип самца и паратип самки были собраны в тропических лесах около местечка Рио Дигуа (Rio Digua) близ города Эль Керемаль провинции Валье-дель-Каука в Колумбии.
По некоторым оценкам считается самым маленьким пауком в мире, так как взрослые особи самцов достигают размера 370 мкм, а длина тела взрослых самок — 580 мкм, что сравнимо с размерами булавочной головки.
Имеет развитую нервную систему.